# Économie de l'Allier
 (septembre 2016).
Si vous disposez d'ouvrages ou d'articles de référence ou si vous connaissez des sites web de qualité traitant du thème abordé ici, merci de compléter l'article en donnant les références utiles à sa vérifiabilité et en les liant à la section « Notes et références ».

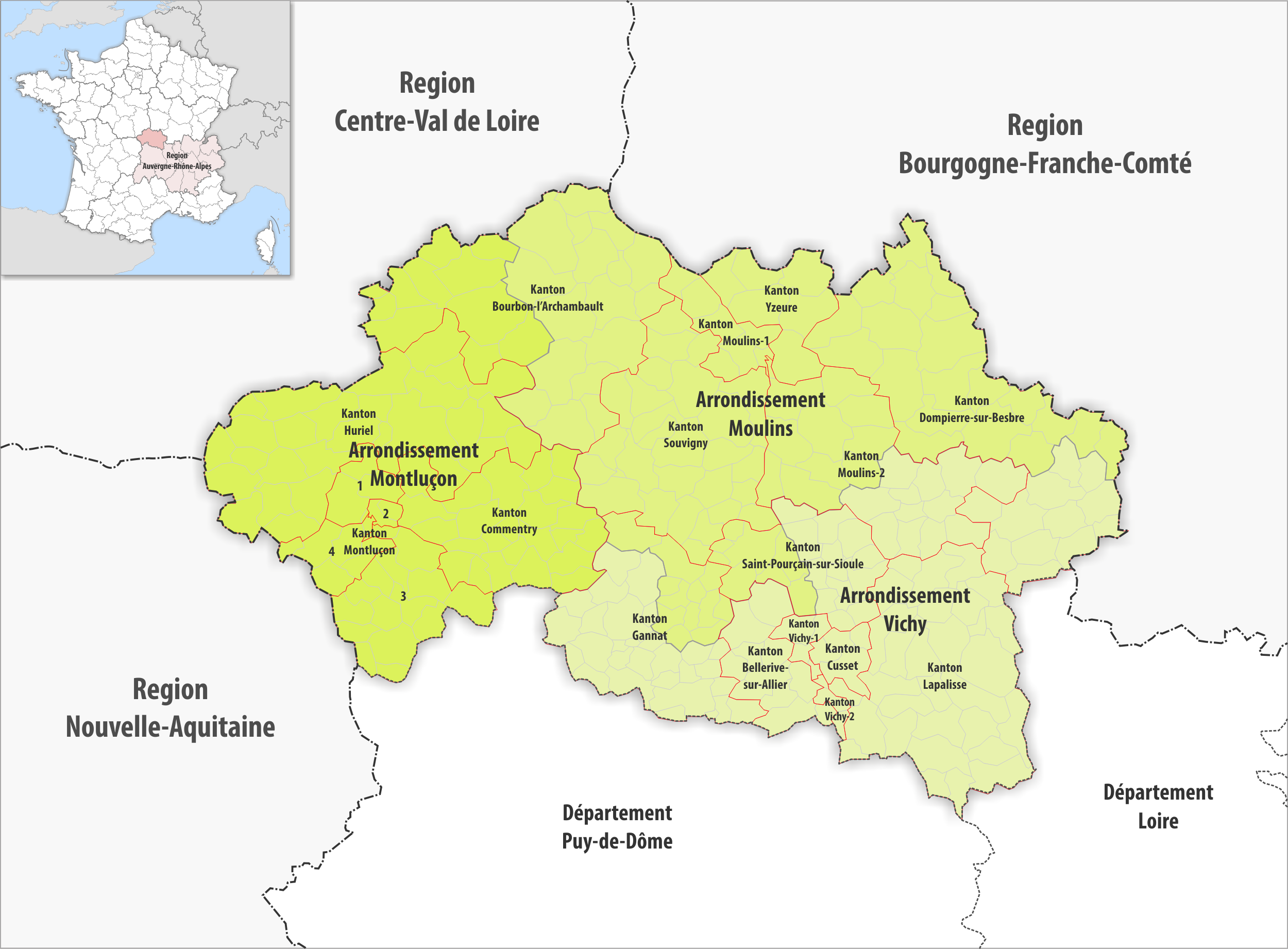
Carte du département

L’Allier est un département français de la région Auvergne-Rhône-Alpes.

## Données globales

### Valeur ajoutée brute par secteur d'activité
En 2018, la valeur ajoutée brute du département est de 7 345 millions d'euros, dont la répartition par secteur d'activité est  :
Agriculture : 212 (2,9 %)
Industrie : .1 330 (18,1%)
Construction : 420 (5,7 %)
Commerces, transports, hébergement, restauration : 1 168 (15,9 %)
Autres services : 4 216 (54,7 %)

### Emploi
L'évolution de l'emploi selon le secteur d'activité, de 2008 à 2018, montre une diminution totale de 7,7 %. La diminution concerne tous les secteurs à l'exception de celui de " l'administration publique, enseignement, santé, action sociale" (+ 2,2 %).
|                                                              | 2008    | 2008   | 2013    | 2013   | 2018    | 2018             | 2018               | 2018 |
| Nombre                                                       | %       | Nombre | %       | Nombre | %       | dont femmes en % | dont salariés en % |      |
| ------------------------------------------------------------ | ------- | ------ | ------- | ------ | ------- | ---------------- | ------------------ | ---- |
| Ensemble                                                     | 132 045 | 100,0  | 127 627 | 100,0  | 121 946 | 100,0            | 49,8               | 85,6 |
| Agriculture                                                  | 7 650   | 5,8    | 6 769   | 5,3    | 6 249   | 5,1              | 26,0               | 21,7 |
| Industrie                                                    | 22 433  | 17,0   | 19 602  | 15,4   | 18 942  | 15,5             | 29,6               | 93,2 |
| Construction                                                 | 9 324   | 7,1    | 9 119   | 7,1    | 7 670   | 6,3              | 9,3                | 74,1 |
| Commerce, transports, services divers                        | 49 809  | 37,7   | 48 100  | 37,7   | 45 281  | 37,1             | 49,9               | 84,3 |
| Administration publique, enseignement, santé, action sociale | 42 829  | 32,4   | 44 036  | 34,5   | 43 805  | 35,9             | 68,8               | 94,9 |

## Agriculture
La principale source d’emplois dans l’Allier est l’industrie, surtout la production des biens intermédiaires, qui occupe 28 % de la population active. Malgré cela, l’Allier est un département rural : sur 320 communes, 284 sont rurales et l’agriculture emploie 8 % des actifs contre 4 % en moyenne nationale.
L’élevage prédomine dans la production agricole de l’Allier. Ainsi, ce département dispose du 2e troupeau de vaches allaitantes et le 7e troupeau ovin de France.
Les productions agricoles sont diversifiées. On y trouve toutes sortes d’élevages (bovin lait, bovin viande, cheval, mouton, volaille…) et un large éventail de cultures (céréales, maïs grain et ensilage, prairie, pois, soja, betteraves, sylviculture, maraîchage, horticulture, viticulture, etc.).
Ici, l’agriculture s’est plutôt spécialisée dans le haut de gamme. Ainsi, l’Allier est le 5e département pour son agriculture biologique et dispose de plusieurs labels pour la production de viandes mais aussi des appellations d’origine contrôlée (AOC) pour la volaille et les vins. Par ailleurs, sans être officiellement reconnues, certaines régions ont une réputation flatteuse pour leurs produits (blé de Limagne à haute valeur boulangère, chêne de la forêt de Tronçais).
L’Allier est une terre de transition entre le Massif central et le Bassin parisien, traversées par les vallées de la Loire, de l’Allier et du Cher atteignant des altitudes de 200 à 300 m, le département possède deux zones de relief distinctes. Au sud, proche du Massif central, il y a une zone accidentée relativement élevée (400-500 m) voire montagneuse au sud-est (1200 m), alors que le nord est une zone de plateaux et de plaines dont l’altitude décroît (de 350 à 200 m) en allant vers le bassin parisien. 
Ce département se divise en 5 régions naturelles :
- À l'ouest : le Bocage bourbonnais, la plus vaste région naturelle du département, est surtout une zone d’élevage herbager avec quelques îlots de grandes cultures.
- Au sud-ouest : la Combraille bourbonnaise, est un long plan incliné qui donne l’impression de transition entre les paysages de bocages au nord et les montagnes du Massif central au sud. Cette région est aussi très orientée vers l’élevage bovin allaitant et ovin qui est pratiqué sur des structures  moyennes et de façon intensive.
- Au sud : le Val d’Allier fait exception dans le Bourbonnais herbager. La Limagne et la Forterre donnent des hauts rendements en cultures. Autour de Saint-Pourçain-sur-Sioule, les terrains tantôt riches, tantôt pauvres, conviennent aux prairies, aux cultures et à la vigne. Le nord du Val d’Allier, aux sols d’alluvions récentes, s’est orienté vers l’irrigation, néanmoins, étant donné l’hétérogénéité des sols, les prairies restent importantes.
- Au sud-est : la Montagne bourbonnaise est la seule région vraiment montagneuse et garde un taux de boisement de 30 %. Les exploitations sont de petites dimensions. L’élevage charolais est dominant. L’élevage hors sol est bien représenté et le lait occupe encore une place significative.
- Au nord-est : la Sologne bourbonnaise. Dans cette grande région en limite de la Bourgogne, on trouve de grandes exploitations consacrées à l’élevage. Les grandes cultures s’y sont développées après d’importants travaux d’assainissement, d’apports d’amendements calciques et d’engrais.

## Viticulture
La production viticole dans l'Allier est essentiellement concentrée autour de Saint-Pourçain-sur-Sioule. Le vignoble de Saint-Pourçain s'étend ainsi sur 19 communes de l'Allier et bénéficie de l’appellation AOC. Voir Saint-pourçain (AOC)

## Sylviculture
L'Allier est riche en forêts : le département compte 125 000 hectares de massifs boisés, soit 119 000 ha de forêt de production. 97 000 ha appartiennent à des particuliers, contre 28 000 ha de forêts domaniales gérées par l'Office national des forêts.
Cette situation tient d'ailleurs à un choix historique.
En effet, sous le règne de Louis XIV, le ministre Colbert a ordonné le début de plantation de la Forêt de Tronçais, la plus vaste chênaie d'Europe, d'une superficie supérieure à 10 000 hectares (la superficie de la ville de Paris) pour y faire grandir les arbres destinés au bois d'œuvre nécessaire pour la réalisation de la flotte royale.
La filière bois regroupe près de 800 entreprises, pour un effectif de plus de 2 000 personnes. En 2002, 235 000 m3 de bois ont été récoltés, dont 173 000 m3 de bois d'œuvre, 22 000 m3 de bois d'industrie et 38 500 m3 de bois de chauffage.